# Associazione Calcio Marzotto 1953-1954
Questa voce raccoglie le informazioni riguardanti l'Associazione Calcio Marzotto nelle competizioni ufficiali della stagione 1953-1954.

## Rosa
| N. |                   | Ruolo | Calciatore         |
| -- | ----------------- | ----- | ------------------ |
|    | Italia (bandiera) | A     | Amedeo Bressa      |
|    | Italia (bandiera) | A     | Mario De Prati     |
|    | Italia (bandiera) | C     | Diego Fanin        |
|    | Italia (bandiera) | C     | Livio Fongaro      |
|    | Italia (bandiera) | A     | Giacomo Grisa      |
|    | Italia (bandiera) | D     | Paolo Guaschino    |
|    | Italia (bandiera) | D     | Bruno Maran        |
|    | Italia (bandiera) | A     | Alberto Marchetti  |
|    | Italia (bandiera) | A     | Giuseppe Marchetto |
|    | Italia (bandiera) | C     | Enea Masiero       |

| N. |                   | Ruolo | Calciatore             |
| -- | ----------------- | ----- | ---------------------- |
|    | Italia (bandiera) | A     | Nicola Novali          |
|    | Italia (bandiera) | A     | Vincenzo Occhetta      |
|    | Italia (bandiera) | C     | Mario Remonti          |
|    | Italia (bandiera) | D     | Angelo Ruffinoni       |
|    | Italia (bandiera) | D     | Secondo Scarrone       |
|    | Italia (bandiera) | P     | Gianbattista Servidati |
|    | Italia (bandiera) | C     | Marcello Svorenich     |
|    | Italia (bandiera) | C     | Guido Tavellin         |
|    | Italia (bandiera) | D     | Gino Zanoni            |

## Risultati

### Campionato

#### Girone di andata
| 13 settembre 1953 1ª giornata | Marzotto Valdagno | 3 – 2 | Alessandria |  |

| 20 settembre 1953 2ª giornata | Piombino | 4 – 1 | Marzotto Valdagno |  |

| 27 settembre 1953 3ª giornata | Marzotto Valdagno | 3 – 1 | Salernitana |  |

| 4 ottobre 1953 4ª giornata | Fanfulla | 1 – 2 | Marzotto Valdagno |  |

| 11 ottobre 1953 5ª giornata | Marzotto Valdagno | 3 – 0 | Lanerossi Vicenza |  |

| 18 ottobre 1953 6ª giornata | Pro Patria | 2 – 1 | Marzotto Valdagno |  |

| 8 novembre 1987 7ª giornata | Marzotto Valdagno | 1 – 1 | Monza |  |

| 1º novembre 1953 8ª giornata | Marzotto Valdagno | 0 – 1 | Como |  |

| 21 settembre 1947 9ª giornata | Treviso | 1 – 1 | Marzotto Valdagno |  |

| 22 novembre 1953 10ª giornata | Marzotto Valdagno | 4 – 1 | Pavia |  |

| 29 novembre 1953 11ª giornata | Padova | 2 – 0 | Marzotto Valdagno |  |

| 6 dicembre 1953 12ª giornata | Marzotto Valdagno | 0 – 0 | Modena |  |

| 20 dicembre 1953 13ª giornata | Cagliari | 3 – 0 | Marzotto Valdagno |  |

| 27 dicembre 1953 14ª giornata | Verona | 1 – 1 | Marzotto Valdagno |  |

| 1º gennaio 1947 15ª giornata | Marzotto Valdagno | 0 – 0 | Brescia |  |

| 10 gennaio 1954 16ª giornata | Messina | 2 – 0 | Marzotto Valdagno |  |

| 17 gennaio 1954 17ª giornata | Catania | 3 – 0 | Marzotto Valdagno |  |

#### Girone di ritorno
| 31 gennaio 1954 18ª giornata | Alessandria | 0 – 2 | Marzotto Valdagno |  |

| 7 febbraio 1954 19ª giornata | Marzotto Valdagno | 2 – 1 | Piombino |  |

| 14 febbraio 1954 20ª giornata | Salernitana | 1 – 0 | Marzotto Valdagno |  |

| 21 febbraio 1954 21ª giornata | Marzotto Valdagno | 0 – 0 | Fanfulla |  |

| 28 febbraio 1954 22ª giornata | Lanerossi Vicenza | 0 – 0 | Marzotto Valdagno |  |

| 7 marzo 1954 23ª giornata | Marzotto Valdagno | 2 – 0 | Pro Patria |  |

| 14 marzo 1954 24ª giornata | Monza | 0 – 0 | Marzotto Valdagno |  |

| 21 marzo 1954 25ª giornata | Como | 1 – 0 | Marzotto Valdagno |  |

| 28 marzo 1954 26ª giornata | Marzotto Valdagno | 4 – 0 | Treviso |  |

| 4 aprile 1954 27ª giornata | Pavia | 0 – 1 | Marzotto Valdagno |  |

| 18 aprile 1954 28ª giornata | Marzotto Valdagno | 1 – 0 | Padova |  |

| 25 aprile 1954 29ª giornata | Modena | 0 – 1 | Marzotto Valdagno |  |

| 2 maggio 1954 30ª giornata | Marzotto Valdagno | 1 – 1 | Cagliari |  |

| 9 maggio 1954 31ª giornata | Marzotto Valdagno | 1 – 0 | Verona |  |

| 16 maggio 1954 32ª giornata | Brescia | 1 – 0 | Marzotto Valdagno |  |

| 23 maggio 1954 33ª giornata | Marzotto Valdagno | 3 – 0 | Messina |  |

| 30 maggio 1954 34ª giornata | Marzotto Valdagno | 1 – 0 | Catania |  |

## Statistiche

### Statistiche di squadra
| Competizione | Punti | In casa | In casa | In casa | In casa | In casa | In casa | In trasferta | In trasferta | In trasferta | In trasferta | In trasferta | In trasferta | Totale | Totale | Totale | Totale | Totale | Totale | DR |
| Competizione | Punti | G       | V       | N       | P       | Gf      | Gs      | G            | V            | N            | P            | Gf           | Gs           | G      | V      | N      | P      | Gf     | Gs     | DR |
| ------------ | ----- | ------- | ------- | ------- | ------- | ------- | ------- | ------------ | ------------ | ------------ | ------------ | ------------ | ------------ | ------ | ------ | ------ | ------ | ------ | ------ | -- |
| Serie B      | 39    | 17      | 11      | 5       | 1       | 29      | 8       | 17           | 4            | 4            | 9            | 10           | 22           | 34     | 15     | 9      | 10     | 39     | 30     | +9 |

### Statistiche dei giocatori
| Giocatore    | Serie B  | Serie B |
| Giocatore    | Presenze | Reti    |
| ------------ | -------- | ------- |
| A. Bressa    | 6        | 1       |
| M. De Prati  | 27       | 10      |
| D. Fanin     | 12       | 0       |
| L. Fongaro   | 31       | 0       |
| G. Grisa     | 14       | 2       |
| P. Guaschino | 9        | 0       |
| B. Maran     | 28       | 0       |
| A. Marchetti | 2        | 0       |
| G. Marchetto | 25       | 7       |
| E. Masiero   | 31       | 3       |
| N. Novali    | 13       | 3       |
| V. Occhetta  | 34       | 3       |
| M. Remonti   | 27       | 8       |
| A. Ruffinoni | 13       | 1       |
| S. Scarrone  | 4        | 0       |
| G. Servidati | 34       | -30     |
| M. Svorenich | 31       | 1       |
| G. Tavellin  | 3        | 0       |
| G. Zanoni    | 30       | 0       |